# Руже де Лаплан, Жан Грегуар Бартелеми
Жан Грегуар Бартелеми Руже де Лаплан (фр. Jean Grégoire Barthélemy Rouger de Laplane; 1765—1837) — французский военный деятель, дивизионный генерал (1813 год), барон (1810 год), участник революционных и наполеоновских войн. Имя генерала выбито на Триумфальной арке в Париже.

## Биография
Родился в семье Антуана Руже де Лаплана (фр. Antoine Rouger de Laplane), буржуа и отставного офицера, и его супруги Франсуазы Куффен (фр. Françoise Couffin; 1738). Семья Руже известна с 1271 года.
Весной 1782 года начал военную службу рядовым Роты жандармов Королевской гвардии, однако уже в 1788 году вышел в отставку после расформирования роты.  С началом Революции вернулся на службу лейтенантом 70-го полка линейной пехоты. В 1792-1797 годах сражался в рядах Итальянской армии. В ходе первой амальгамы 1-й батальон 70-го полка влился в состав новой 129-й боевой полубригады. 30 августа 1795 года возглавил роту в данном подразделении. 15 марта 1796 года переведён в 32-ю полубригаду линейной пехоты. В 1798 году служил в Гельветической армии
В 1798 году 32-я полубригада была включена в состав Восточной армии Бонапарта. Принял участие в походе в Египет. Участник сражения при Пирамидах. После занятия Каира отличился при захвате деревни Эмбабех, которую защищали 37 орудий, 2 шебеки из Нильской флотилии и 4000 мамлюков. Бой был напряжённым. Особенно проявил себя 10 мая 1799 года во время осады Акры, где был ранен в ходе штурма башни. Генерал Бон отметил в своём рапорте блестящие действия Лаплана: «Он атаковал и захватил башню Акры, вырезал семь турецких постов, и одиннадцать раз ходил в наступление, несмотря на бомбы противника, потеряв 85 человек из 100, которые были под его началом». За эти действия был награждён генералом Бонапартом Почётной саблей. 7 августа 1799 года был произведён в командиры батальона. 21 марта 1801 года был снова ранен в сражении при Александрии.
После капитуляции французов в Египте возвратился на родину. 30 декабря 1802 года произведён в полковники, и назначен командиром 107-й полубригады линейной пехоты. 24 сентября 1803 года, при реорганизации французской армии, был поставлен во главе 6-го полка лёгкой пехоты. Служил с полком в 1805-07 годах в составе дивизии Луазона Великой Армии. Активно участвовал во множестве сражений, в частности, при Эльхингене, при Йене, где его полк провёл 5 атак против гренадер прусской гвардии, при Эйлау и при Фридланде.
11 июля 1807 года произведён в бригадные генералы. 3 ноября 1807 года зачислен во 2-й наблюдательный корпус Жиронды. 4 ноября прибыл в Байонну и 18 декабря форсировал Пиренеи во главе 1-й бригады 2-й пехотной дивизии.  В июне 1808 года после взятия Кордовы, назначен её комендантом. 19 июля 1808 года французы были разбиты при Байлене, после 9 часов ожесточённых боёв против испанской армии, имевшей двойное численное преимущество. 22 июля генерал Дюпон поручил ему подписать конвенцию с генералом Кастаньосом, но тот в ответ отказался: «Я никогда не подписываю капитуляцию на открытой местности».
Получив свободу, 15 ноября 1808 года Лаплан был назначен командиром 1-й бригады 2-й пехотной дивизии 1-го корпуса Армии Испании. Проявил чудеса храбрости 28 июля 1809 года в битве при Талавере, где его действия решили исход сражения. В ночь с 12 на 13 апреля 1810 года при Санта-Катарине во главе полка отразил нападение англичан, и обратил их в бегство.
21 января 1812 года в Эгвиве женился на Марие-Жозефине де Сен-Феликс (фр. Marie-Joséphine de Saint-Félix; 1788), от которой имел дочь Полину (фр. Pauline Rouger de Laplane; 1820—1892).
В 1812 году был отозван в Великую Армию и 17 апреля возглавил французские войска на территории Мекленбурга, а 18 июля назначен комендантом Глогау, гарнизон которого насчитывал 5000 человек. 20 февраля 1813 года крепость была осаждена казаками, к которым через некоторое время подошло десятитысячное подкрепление под началом генерала-эмигранта Сен-При. Осаждённые французы  отразили несколько штурмов крепости. 22 мая артиллерия неприятеля была отведена к Бреслау, после чего в ночь с 27 на 28 мая отошли остальные войска, и осада была снята. За этот успех Лаплан получил от Наполеона звание дивизионного генерала.
1 сентября началась вторая осада крепости. 21 000 русско-прусских войск под командованием генералов Розена 1-го и фон Хайстера противостояли всё тем же 5000 Лаплана. Осада продлилась до 10 апреля 1814 года, когда после 7 месяцев сопротивления, по приказу нового короля Людовика XVIII французы сложили оружие.
Вернувшись во Францию, 5 августа 1814 года он был назначен командующим департамента Тарн и Гаронна. Узнав о возвращении Наполеона, Лаплан поддержал его и был назначен командиром вспомогательной дивизии национальных гвардейцев в Наблюдательный корпус Юры.
Вернувшиеся Бурбоны отправили Лаплана 15 августа 1815 года в отставку. 7 февраля 1831 года, после Июльской революции, был определён в резерв. 1 мая 1832 года окончательно вышел в отставку.

## Воинские звания
- Лейтенант (21 сентября 1791 года);
- Капитан (30 августа 1795 года);
- Командир батальона (7 августа 1799 года);
- Полковник (30 декабря 1802 года);
- Бригадный генерал (11 июля 1807 года);
- Дивизионный генерал (17 июня 1813 года).

## Титулы

Герб барона

- Герб баронаБарон Руже де Лаплан и Империи (фр. baron Rouger de Laplane et de l'Empire; декрет от 19 марта 1808 года, патент подтверждён 13 августа 1810 года)[2].

## Награды
Кавалер ордена Почётного легиона (24 сентября 1803 года)
 Командор ордена Почётного легиона (14 июня 1804 года)
 Великий офицер ордена Почётного легиона (8 мая 1835 года)
 Кавалер военного ордена Святого Людовика (19 июля 1814 года)
- Почётная сабля (28 февраля 1802 года)